# 32062 Amolpunjabi
32062 Amolpunjabi este un asteroid din centura principală de asteroizi.

## Descriere
32062 Amolpunjabi este un asteroid din centura principală de asteroizi. A fost descoperit pe 9 mai 2000 la Socorro, New Mexico, în cadrul proiectului LINEAR. Asteroidul prezintă o orbită caracterizată de o semiaxă mare de 2,33 ua, o excentricitate de 0,11 și o înclinație de 2,4° în raport cu ecliptica.